# Донгузорун (перевал)
Донгузорун (Донгуз-орунбаши, карач.-балк. Тонгуз орун, груз. ნაკრა) — горный перевал через Главный Кавказский хребет, расположен на границе Грузии и Кабардино-Балкарии (Приэльбрусье, Россия).
Перевал соединяет ущелье Донгузорун (Донгуз-ОрунБаксан; приток р. Баксан, бассейн р. Терек) в Кабардино-Балкарии с ущельем реки Накра (бас. р. Ингури) в Грузии. Высота перевала достигает 3203 м. Название происходит от карачаево-балкарских слов донгуз — «свинья» и орун — «место», то есть означает «загон для свиней».